# The Sabres of Paradise
The Sabres of Paradise est un groupe de musique expérimentale fondé à Londres en 1992 par Andrew Weatherall.

## Histoire
Venu à l'origine de la scène acid house, le groupe est formé en 1992 par le DJ Andrew Weatherall autour des ingénieurs Jagz Kooner et Gary Burns. En 1993, ils sont rejoints par Keith Tenniswood.

## Discographie
- 1993 : Sabresonic (Warp Records)
- 1994 : Haunted Dancehall (Warp Records)
- 1994 : Jam J (James vs Sabres Of Paradise) (Fontana Records)
- 1995 : Versus (Warp Records)